# Maizy
Maizy est une commune française située dans le département de l'Aisne, en région Hauts-de-France.

## Géographie
- 1Carte dynamique
- 2Carte OpenStreetMap
- 3Carte topographique
- 4Carte avec les communes environnantes

Maizy est située dans le département de l'Aisne, à vol d'oiseau à 22,7 km au sud-est de la préfecture de Laon. Elle se trouve à 116 km au nord-est de Paris.

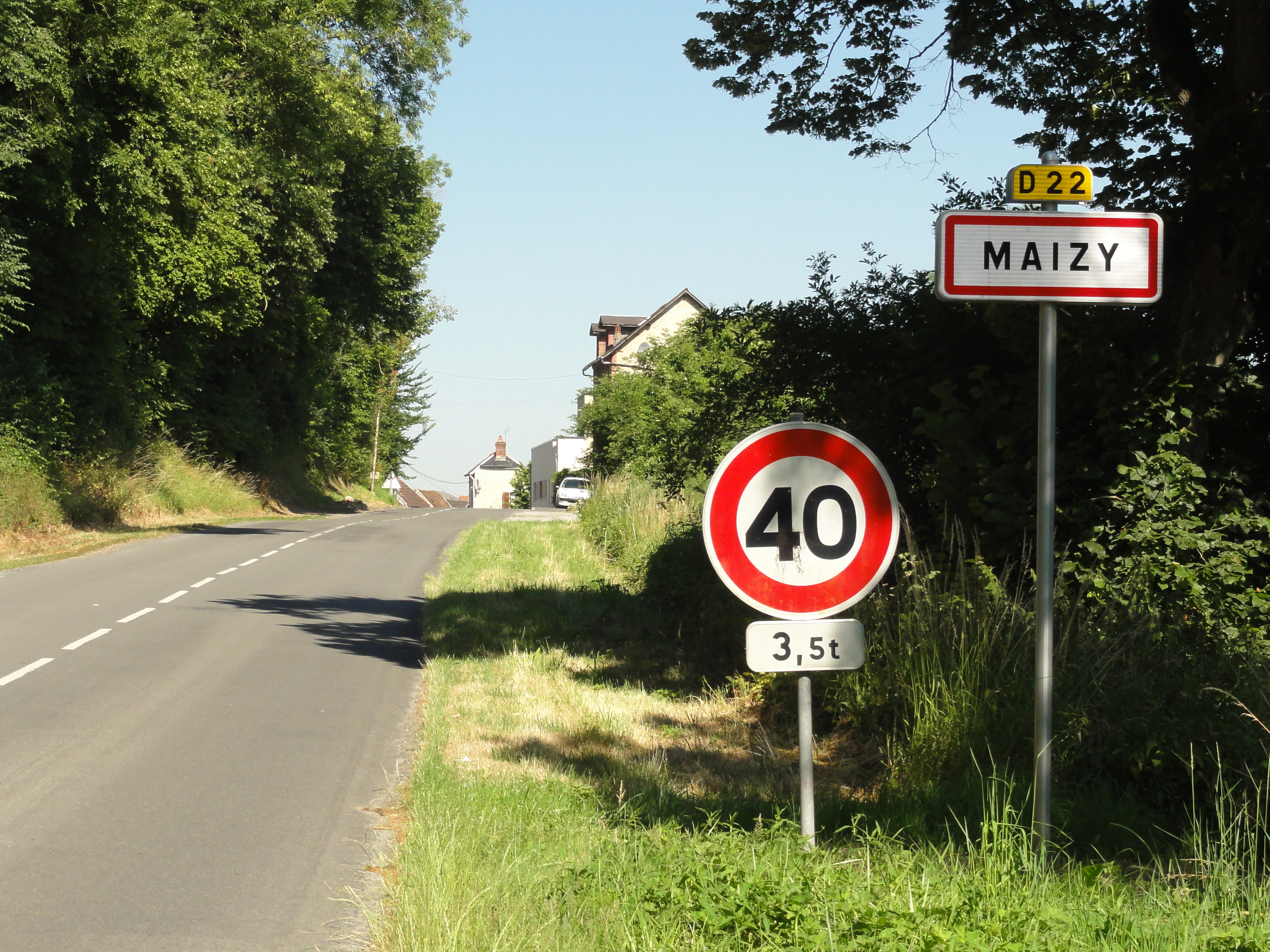
Entrée de Maizy.

### Communes limitrophes
La commune est limitrophe de 7 communes, Beaurieux (1,9 km), Muscourt (2 km), Œuilly (3,6 km), Pargnan (3,9 km), Concevreux (4,1 km), Cuissy-et-Geny (4,4 km) et Les Septvallons (6 km).
| Œuilly                                                | Pargnan et Cuissy-et-Geny                 | Beaurieux  |
| Les Septvallons (Cne déléguée de Villers-en-Prayères) | Maizy                                     | Concevreux |
| Les Septvallons (Cne déléguée de Révillon)            | Les Septvallons (Cne déléguée de Glennes) | Muscourt   |

### Hydrographie

#### Réseau hydrographique
La commune est située dans le bassin Seine-Normandie. Elle est drainée par l'Aisne, le canal latéral à l'Aisne, le cours d'eau 01 du Château et le ruisseau de Saint-Pierre,,.
L'Aisne est un  cours d'eau naturel navigable de 256 km de longueur, traversant les cinq départements Meuse, Marne, Ardennes, Aisne, Oise. Elle est un affluent de rive gauche de l'Oise, ce qui fait d'elle un sous-affluent de la Seine.
Le canal latéral à l'Aisne relie Vieux-lès-Asfeld (Ardennes) à Celles-sur-Aisne (Aisne), en passant par Berry-au-Bac.

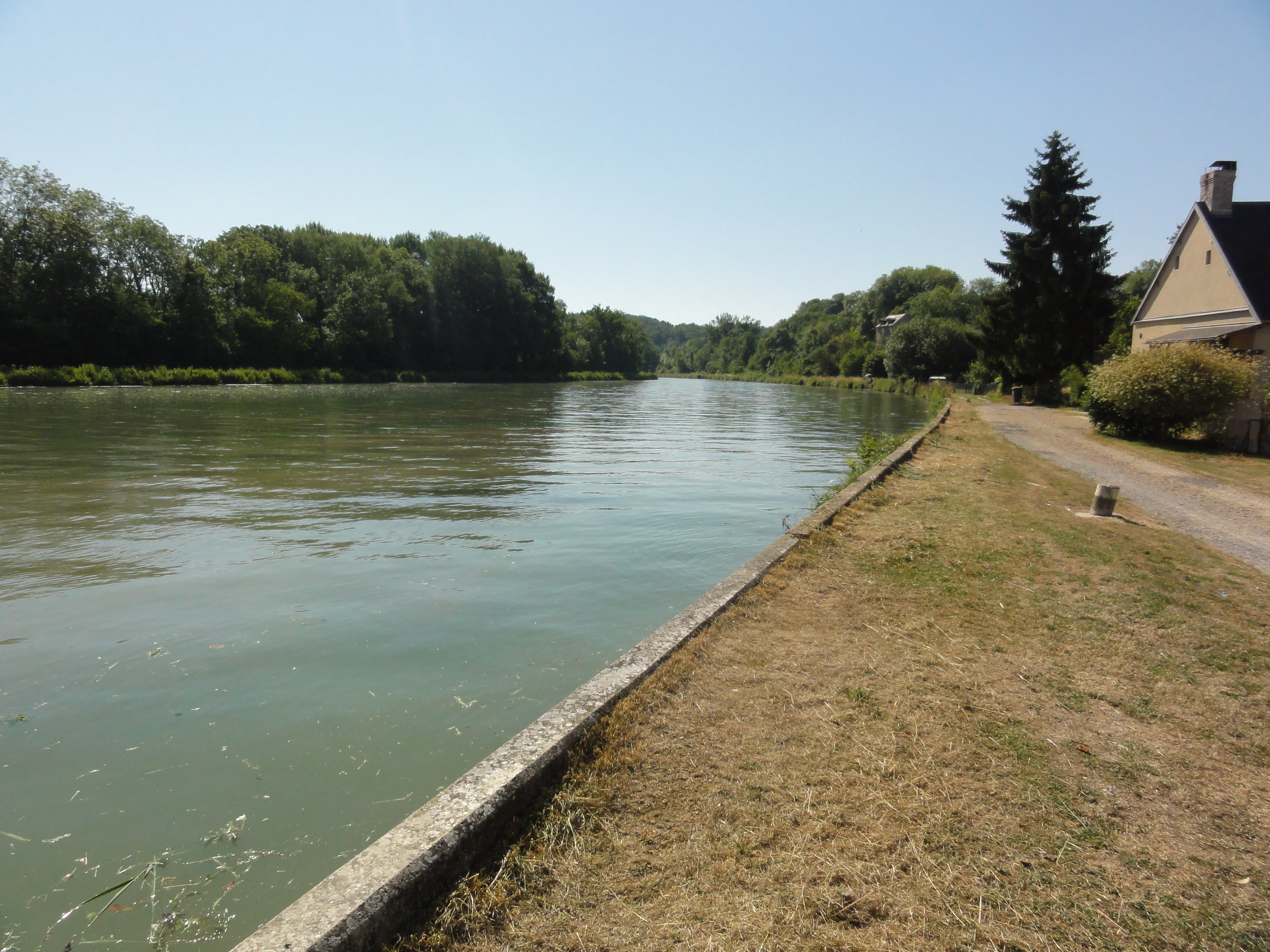
Le canal latéral à l'Aisne.
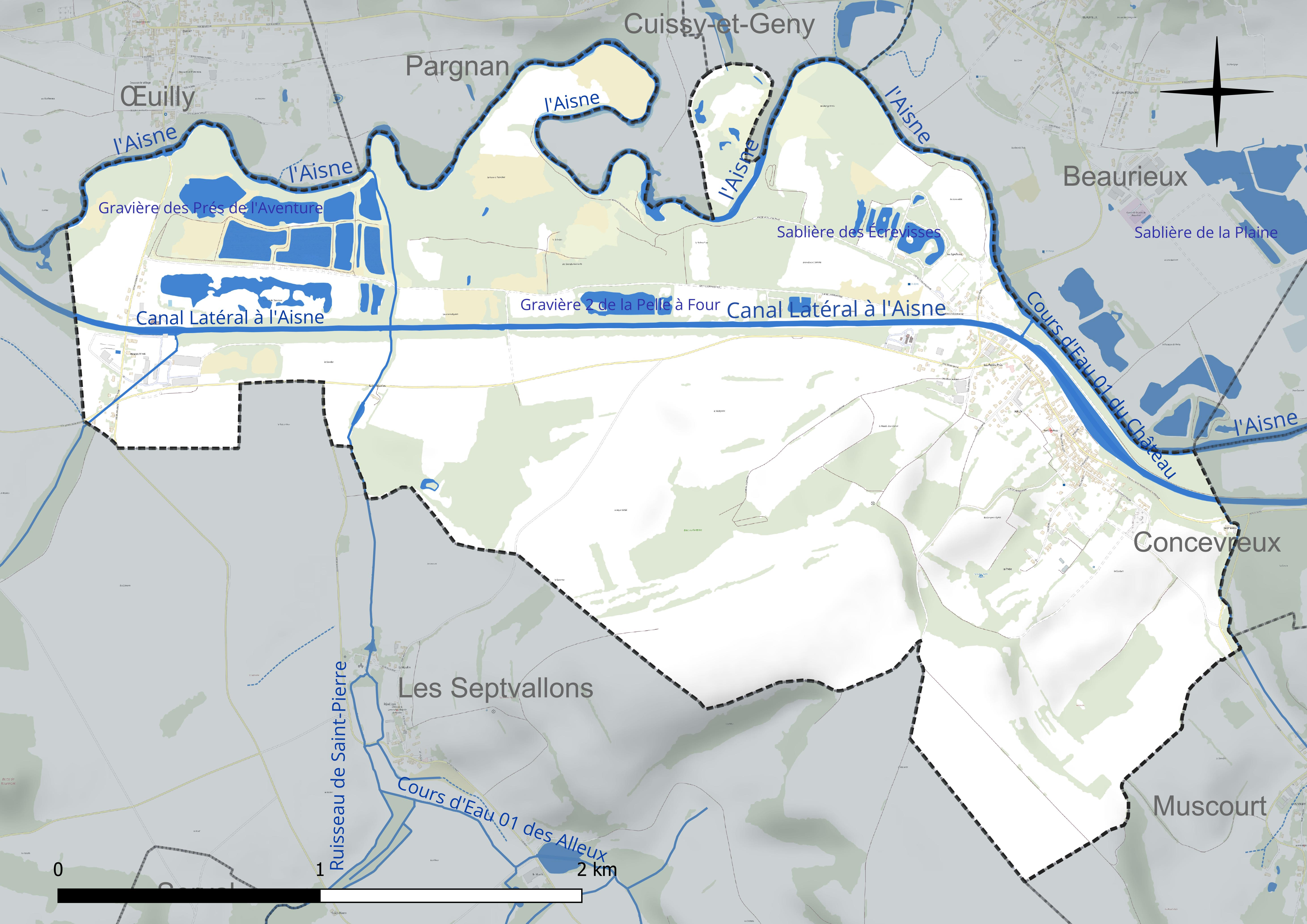
Réseau hydrographique de Maizy.

Trois plans d'eau complètent le réseau hydrographique : la gravière 2 de la Pelle à Four (2,1 ha), la gravière des Prés de l'Aventure (8,2 ha) et la sablière des écrevisses (2,1 ha),.

#### Gestion et qualité des eaux
Le territoire communal est couvert par le schéma d'aménagement et de gestion des eaux (SAGE) « Aisne Vesle Suippe ». Ce document de planification, dont le territoire s'étend sur 3 096 km2 répartis sur trois départements (Aisne, Marne et Ardennes) et deux régions (Champagne-Ardenne et Picardie), a été approuvé le 16 décembre 2013. La structure porteuse de l'élaboration et de la mise en œuvre est le Syndicat d'aménagement des bassins Aisne Vesle Suippe (SIABAVES).
La qualité des cours d'eau peut être consultée sur un site spécial géré par les agences de l'eau et l'Agence française pour la biodiversité.

### Climat
Pour des articles plus généraux, voir Climat des Hauts-de-France et Climat de l'Aisne.
En 2010, le climat de la commune est de type climat océanique dégradé des plaines du Centre et du Nord, selon une étude du CNRS s'appuyant sur une série de données couvrant la période 1971-2000. En 2020, Météo-France publie une typologie des climats de la France métropolitaine dans laquelle la commune est exposée à un climat océanique altéré et est dans la région climatique Nord-est du bassin Parisien, caractérisée par un ensoleillement médiocre, une pluviométrie moyenne régulièrement répartie au cours de l'année et un hiver froid (3 °C).
Pour la période 1971-2000, la température annuelle moyenne est de 10,4 °C, avec une amplitude thermique annuelle de 15,4 °C. Le cumul annuel moyen de précipitations est de 735 mm, avec 12,8 jours de précipitations en janvier et 8,9 jours en juillet. Pour la période 1991-2020, la température moyenne annuelle observée sur la station météorologique la plus proche, située sur la commune de Martigny-Courpierre à 13 km à vol d'oiseau, est de 10,7 °C et le cumul annuel moyen de précipitations est de 734,4 mm,. Pour l'avenir, les paramètres climatiques de la commune estimés pour 2050 selon différents scénarios d'émission de gaz à effet de serre sont consultables sur un site spécial publié par Météo-France en novembre 2022.

## Urbanisme

### Typologie
Au 1er janvier 2024, Maizy est catégorisée commune rurale à habitat dispersé, selon la nouvelle grille communale de densité à 7 niveaux définie par l'Insee en 2022.
Elle est située hors unité urbaine. Par ailleurs la commune fait partie de l'aire d'attraction de Reims, dont elle est une commune de la couronne,. Cette aire, qui regroupe 294 communes, est catégorisée dans les aires de 200 000 à moins de 700 000 habitants,.

### Occupation des sols
L'occupation des sols de la commune, telle qu'elle ressort de la base de données européenne d'occupation biophysique des sols Corine Land Cover (CLC), est marquée par l'importance des territoires agricoles (85,1 % en 2018), en augmentation par rapport à 1990 (82 %). La répartition détaillée en 2018 est la suivante : 
zones agricoles hétérogènes (41,6 %), terres arables (39,6 %), forêts (7,2 %), zones urbanisées (4,1 %), prairies (3,9 %), zones industrielles ou commerciales et réseaux de communication (3,6 %).
L'évolution de l'occupation des sols de la commune et de ses infrastructures peut être observée sur les différentes représentations cartographiques du territoire : la carte de Cassini (XVIIIe siècle), la carte d'état-major (1820-1866) et les cartes ou photos aériennes de l'IGN pour la période actuelle (1950 à aujourd'hui).

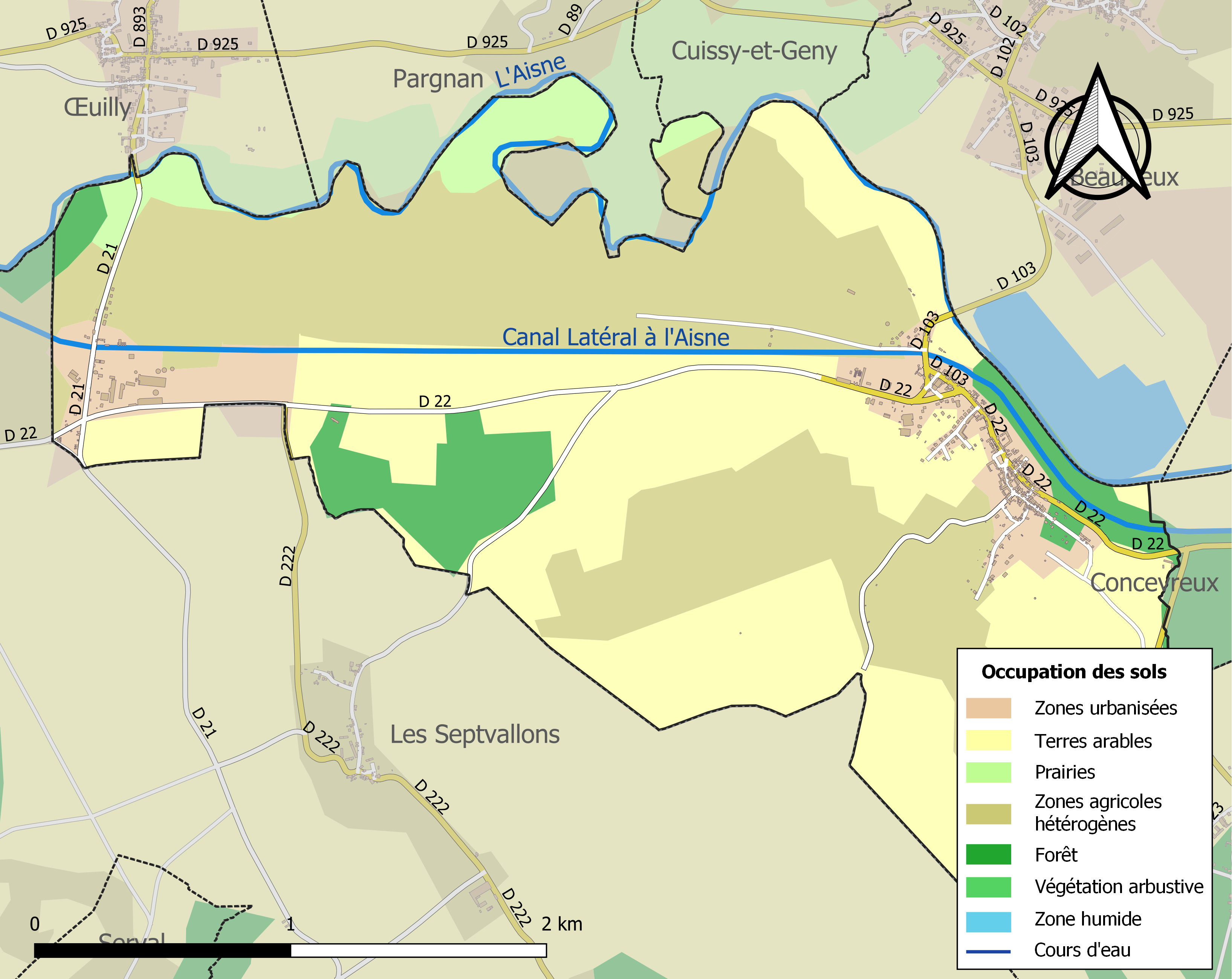
Carte de l'occupation des sols de la commune en 2018 (CLC).

### Habitat et logement
En 2019, le nombre total de logements dans la commune était de 208, alors qu'il était de 210 en 2014 et de 183 en 2009.
Parmi ces logements, 84,1 % étaient des résidences principales, 6,7 % des résidences secondaires et 9,2 % des logements vacants. Ces logements étaient pour 99,5 % d'entre eux des maisons individuelles et pour 0,5 % des appartements.
Le tableau ci-dessous présente la typologie des logements à Maizy en 2019 en comparaison avec celle de l'Aisne et de la France entière. Une caractéristique marquante du parc de logements est ainsi une proportion de résidences secondaires et logements occasionnels (6,7 %) supérieure à celle du département (3,5 %) et à celle de la France entière (9,7 %). Concernant le statut d'occupation de ces logements, 87,4 % des habitants de la commune sont propriétaires de leur logement (85,7 % en 2014), contre 61,6 % pour l'Aisne et 57,5 pour la France entière.
| Typologie                                               | Maizy | Aisne | France entière |
| ------------------------------------------------------- | ----- | ----- | -------------- |
| Résidences principales (en %)                           | 84,1  | 86,5  | 82,1           |
| Résidences secondaires et logements occasionnels (en %) | 6,7   | 3,5   | 9,7            |
| Logements vacants (en %)                                | 9,2   | 9,9   | 8,2            |

## Toponymie
Le nom de la localité est attesté sous les formes Maisi (XIIIe siècle) ; Maisy (1340) ; Maisy-sur-Aisne (1358) ; Maysy (1496) ; Maisy-sur-Ayne (1515) ; Maisy-sur-Aisnes (1528) ; Mezy-sur-Aisne (1675).

## Histoire
Maizy est occupée dès le Néolithique ancien. Une enceinte et des tombes de la culture rubanée ont été trouvées lors d'une fouille de sauvetage. À l'âge du fer, à la période de la Tène D1, un dignitaire celte est enterré sur le territoire de la commune.
Après la Première Guerre mondiale, le village a été décoré de la Croix de guerre 1914-1918 le 22 octobre 1920.

## Politique et administration

### Rattachements administratifs et électoraux

#### Rattachements administratifs
La commune se trouve dans l'arrondissement de Laon du département de l'Aisne.
Elle faisait partie depuis 1801 du canton de Neufchâtel-sur-Aisne. Dans le cadre du redécoupage cantonal de 2014 en France, cette circonscription administrative territoriale a disparu, et le canton n'est plus qu'une circonscription électorale.

#### Rattachements électoraux
Pour les élections départementales, la commune fait partie depuis 2014 du canton de Villeneuve-sur-Aisne.
Pour l'élection des députés, elle fait partie de la première circonscription de l'Aisne..

### Intercommunalité
Maizy est membre de la communauté de communes de la Champagne Picarde, un établissement public de coopération intercommunale (EPCI) à fiscalité propre créé fin 1995 et auquel la commune a transféré un certain nombre de ses compétences, dans les conditions déterminées par le code général des collectivités territoriales.

### Liste des maires
| Période                                  | Période                       | Identité          | Étiquette | Qualité                                 |
| ---------------------------------------- | ----------------------------- | ----------------- | --------- | --------------------------------------- |
| Les données manquantes sont à compléter. |                               |                   |           |                                         |
| mars 2001                                | mars 2014                     | Chantal Chevalier | UDI       | Présidente de la communauté de communes |
| mars 2014                                | En cours (au 13 juillet 2020) | Rémy Gilet        | DVD       | Retraité Réélu pour le mandat 2020-2026 |

## Démographie
L'évolution du nombre d'habitants est connue à travers les recensements de la population effectués dans la commune depuis 1793. Pour les communes de moins de 10 000 habitants, une enquête de recensement portant sur toute la population est réalisée tous les cinq ans, les populations de référence des années intermédiaires étant quant à elles estimées par interpolation ou extrapolation. Pour la commune, le premier recensement exhaustif entrant dans le cadre du nouveau dispositif a été réalisé en 2005.

En 2022, la commune comptait 398 habitants, en évolution de −4,33 % par rapport à 2016 (Aisne : −1,97 %, France hors Mayotte : +2,11 %).
| 1793 | 1800 | 1806 | 1821 | 1831 | 1836 | 1841 | 1846 | 1851 |
| ---- | ---- | ---- | ---- | ---- | ---- | ---- | ---- | ---- |
| 372  | 372  | 428  | 382  | 386  | 406  | 432  | 411  | 385  |

| 1856 | 1861 | 1866 | 1872 | 1876 | 1881 | 1886 | 1891 | 1896 |
| ---- | ---- | ---- | ---- | ---- | ---- | ---- | ---- | ---- |
| 399  | 415  | 430  | 400  | 420  | 380  | 390  | 462  | 443  |

| 1901 | 1906 | 1911 | 1921 | 1926 | 1931 | 1936 | 1946 | 1954 |
| ---- | ---- | ---- | ---- | ---- | ---- | ---- | ---- | ---- |
| 401  | 422  | 402  | 342  | 373  | 386  | 362  | 306  | 374  |

| 1962 | 1968 | 1975 | 1982 | 1990 | 1999 | 2005 | 2006 | 2010 |
| ---- | ---- | ---- | ---- | ---- | ---- | ---- | ---- | ---- |
| 391  | 375  | 407  | 358  | 394  | 353  | 395  | 393  | 425  |

| 2015 | 2020 | 2022 | - | - | - | - | - | - |
| ---- | ---- | ---- | - | - | - | - | - | - |
| 423  | 404  | 398  | - | - | - | - | - | - |

## Culture locale et patrimoine

### Lieux et monuments
- Maizy comprend deux églises Saint-Martin. La première date des XIe – XIIe siècles et a été remaniée ensuite dans un style gothique. Épargnée par les combats de la première guerre mondiale, elle ne l'est pas  durant la deuxième. Trop endommagée, elle est depuis laissée à l'état de ruine[32]. En un autre emplacement fut ensuite construite une seconde église Saint-Martin.
- Monument aux morts de Maizy et Muscourt.

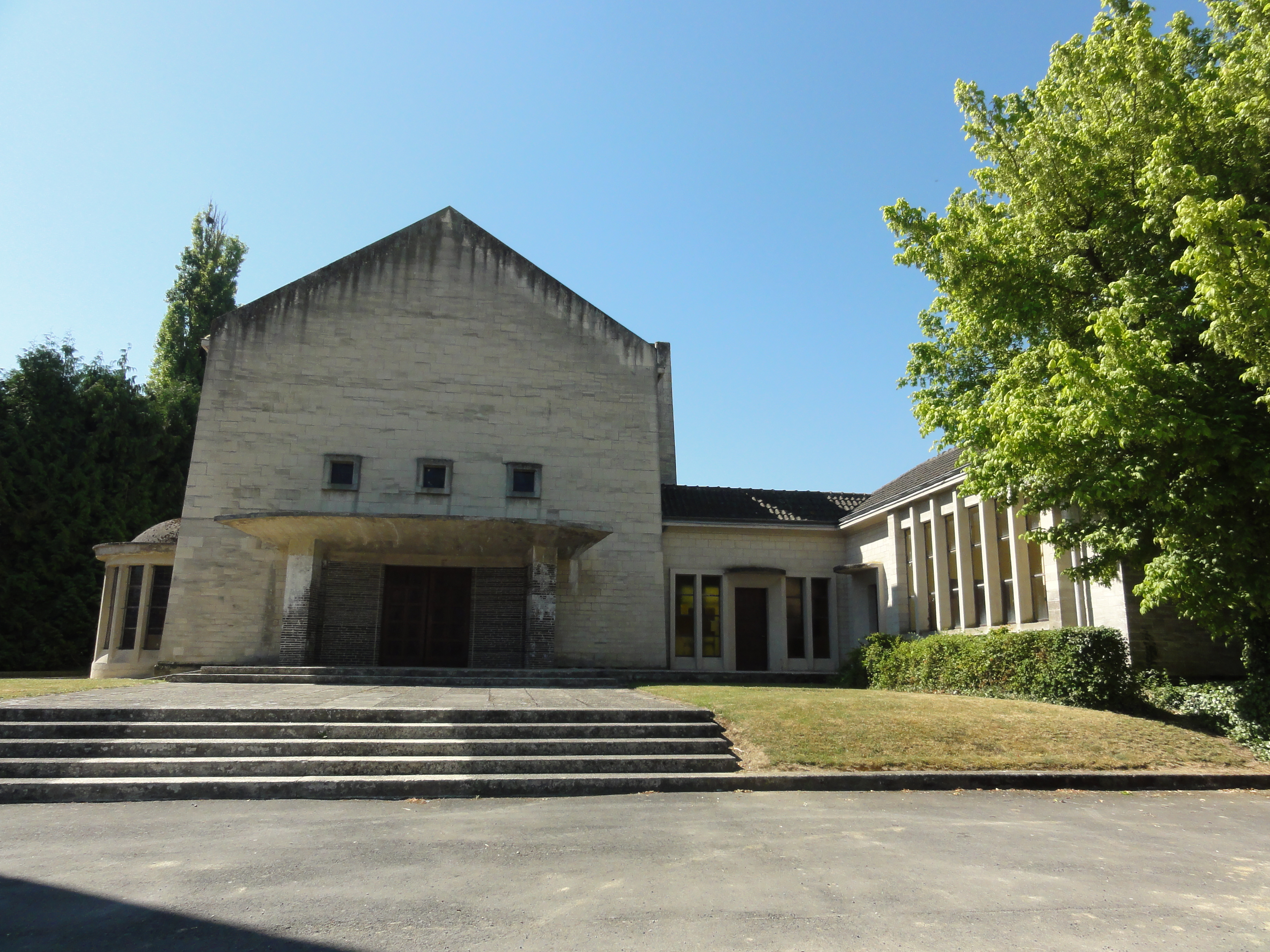
L'église Saint-Martin.
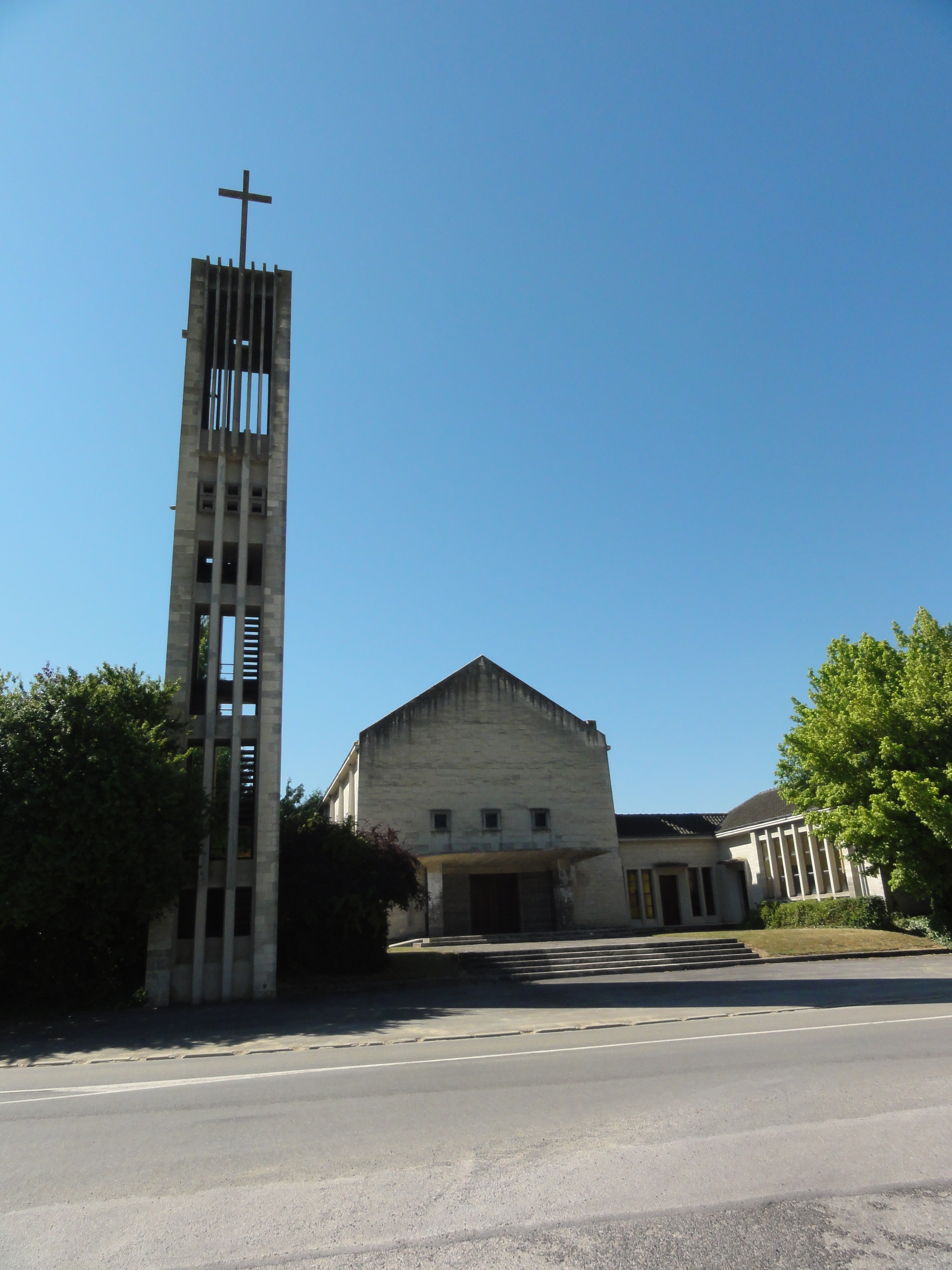
L'église et son clocher séparé.
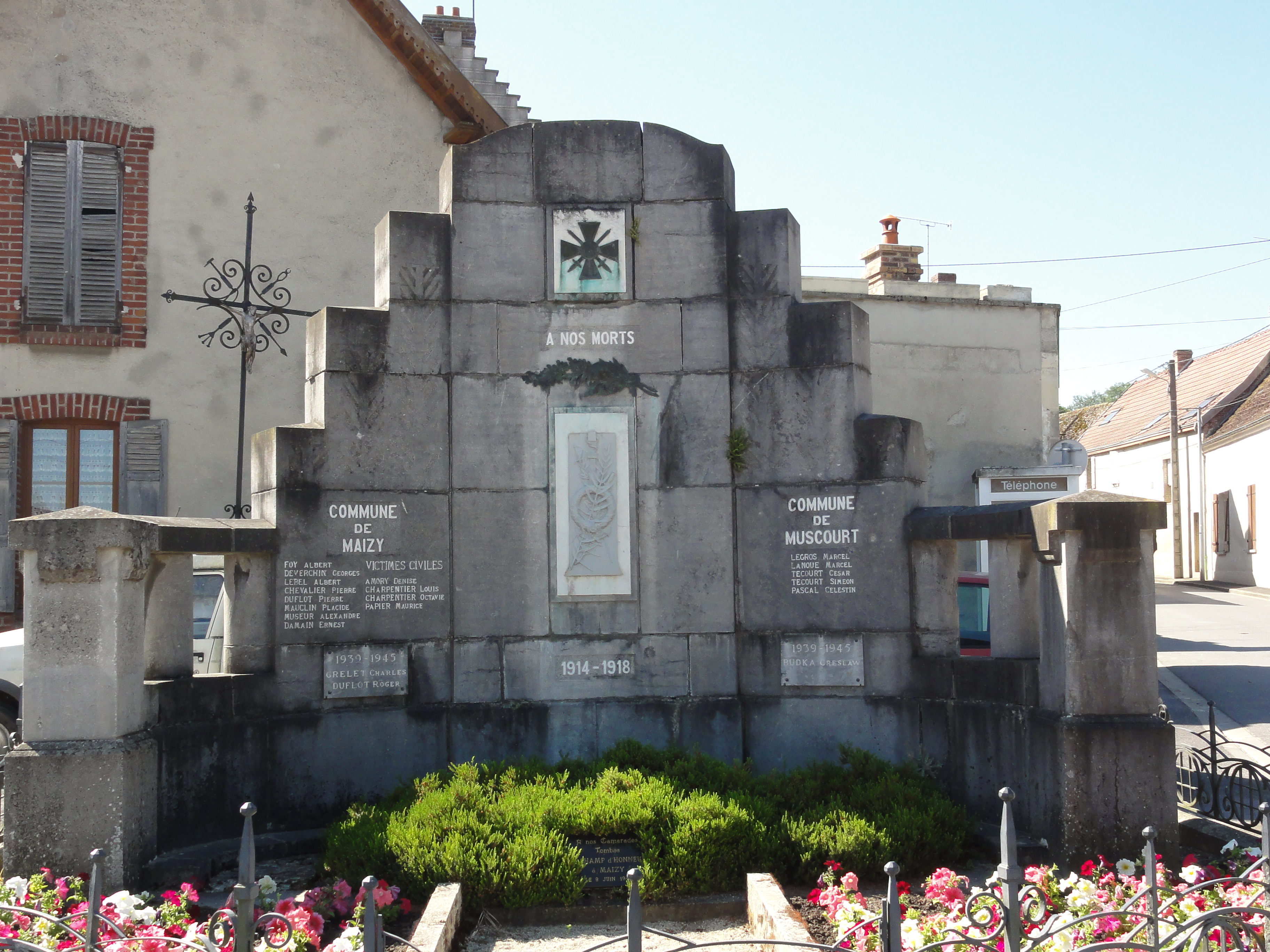